# Demange
 (août 2019).
- Si vous ne connaissez pas le sujet, laissez ce bandeau (vous pouvez alors contacter les auteurs).
- Si vous supprimez le contenu mis en cause (vous pouvez préalablement contacter les auteurs),

argumentez précisément cette suppression dans la page de discussion
(un manque de référence n'est pas un argument ; une recherche réelle de référence doit avoir été effectuée, être formellement documentée).
Demange et Demenge sont deux patronymes français fréquents dans l'est de la France, en Lorraine, et en particulier dans les départements des Vosges et de Meurthe-et-Moselle où ils sont nés, d'abord apparus au Moyen Âge sous la forme du prénom Demenge.

## Étymologie
Le prénom Demenge provient de dominicus (qui appartient au Seigneur, au sens chrétien), dérivé de dominus (le Seigneur). Demenge est donc une variante lorraine du prénom Dominique. 

## Localisation
Les prénoms et les patronymes Demenge et Demange ont pris naissance dans le département des Vosges, département français où ces patronymes sont les plus fréquents pendant plusieurs siècles et jusqu'à aujourd'hui. Ils se sont également principalement répandus en Meurthe-et-Moselle où ils sont fréquents, ainsi que dans tout l'est de la France.

## Historique
On trouve une première trace écrite du prénom Demenge dans un document ancien des archives médiévales de Lunéville en 1254, en la personne de frère Demenge (freire Demenge), commandeur du Temple de cette ville. Un document parlant de Ayssin ou Ayssieu III de Galard, seigneur de Terraube, datant du 6 novembre 1291, donne la forme Dominge et Domenge en la personne de Dominge de Manhan. Dans le testament d'Agnès, Duchesse de Bourgogne, rédigé en 1325, on trouve la forme Demoinge en la personne de « Monsieur Demoinge, Chappellain de la Chappelle de Lanthenay ». Au partir du XVIe siècle le prénom connait une grande popularité et figure très fréquemment dans les registres paroissiaux des départements lorrains, le plus souvent avec l'orthographe Demenge, surtout dans les familles modestes des vallées vosgiennes orientales, notamment la vallée de la Moselotte et apparaît beaucoup plus rarement sous la forme Demange, comme chez Demange Dietrich ainsi que dans les milieux anoblis de Lorraine occidentale.
Ces deux prénoms, tombés en désuétude à la fin du XVIIe siècle, ont, au moins depuis le XVIe siècle, généré les patronymes Demenge (paradoxalement assez rare) et Demange (environ 20 fois plus fréquent que Demenge).

## Variantes de Demenge et Demange
en Lorraine
Au Moyen Âge, lorsque le nom de famille n'existait pas encore, on avait l'habitude de donner des surnoms aux individus. En Lorraine, un individu prénommé Demenge pouvait être surnommé Mengeon (diminutif de Demenge). Par la suite, ce surnom a pu devenir le nom de famille d'une branche. Ses enfants ont alors pu s'appeler par exemple Anne et Nicolas Mengeon.
Voici une liste des très nombreuses (173) variantes de Demange et Demenge,, qui étaient toutes, à l'origine, des surnoms et des diminutifs, qui sont devenues pour certaines des prénoms, et pour la plupart des noms de famille fréquents en Lorraine, en Alsace et en Franche-Comté. D'autres peuvent être plutôt caractéristiques du Jura, de la Bourgogne ou du Rhône.
Les hypocoristiques (diminutifs affectueux) :
- Damongeot, Damougeot
- Demangeat, Demangeau, Demangel, Demangelat, Demangelle, Demangeol, Demangeon, Demangeont, Demangeot, Demanget, Demangin, Démange
- Demeange (patronyme très rare et sans doute d'orthographe fautive)[10], Demengeat, Demengeau, Demengel, Demengelle, Demengeol, Demengeon, Demengeont, Demengeot, Demenget, Demengin
- Demanche
- Demoge, Demogeot, Demoget
- Demoinge[a], Demoingeon, Demoingeot, Demoinget[11]
- Demonge, Demongeat, Demongeon, Demongeot, Demonget, Demongin, Demongins
- Demouge, Demougeon, Demougeot, Demougin, Demougins, Desmougin, Desmougins
- Diemanche, Diemange, Diemenge
- Dimange, Dimenge, Dimanche (nom qui a par ailleurs été donné à des bébés abandonnés trouvés le dimanche[12])
- Domage, Domageot, Domanche, Domanchin, Domange, Domangeau, Domenge, Dominge[13]
- Dommange, Dommanget[14]
- Doumange, Doumenge, Doumangeau, Doumangeot
- Dumangin, Dumengin

Les hypocoristiques par aphérèse (diminutif avec suppression de la syllabe De) :
- Maginel, Maginet, Maginot
- Maingeon
- Manche
- Mange, Mangeard, Mangeat, Mangel, Mangenet, Mangeney, Mangenot, Mangeol, Mangeolle, Mangeon, Mangeot, Manget
- Mangin, Manginat, Manginel, Manginet
- Menge, Mengé, Mengeard, Mengeat, Mengel, Mengenet, Mengenot, Mengeol, Mengeolle, Mengeon, Mengeot, Menget
- Mengin, Menginel, Menginet, Menginot
- Mogin, Mogenot, Moginot
- Moingeon[15]
- Monge[16], Mongin, Mongeon, Mongeot, Mongenot, Monginel, Monginot
- Mouge, Mougé, Mougeat, Mougeatte, Mougel, Mougenel, Mougenelle, Mougenol, Mougenot, Mougeol, Mougeolle, Mougeon, Mougeot, Mougeotte, Mougette, Mougeux, Mougey[b], Mougin, Mougine, Mouginé, Mouginel, Mouginet, Mouginol, Mouginot

Les noms de famille Demenge/Demange ou ses hypocoristiques précédés des adjectifs de particularité physiques Grand, Petit et Gros :
- Grandemange, Grandemenge, Petitdemange, Petitdemenge, Grosdemange, Grosdemenge[14]
- Granddemange, Granddemenge, Grandmange, Grandmenge
- Grandemonge, Petitdemonge, Grandemonge
- Grandemouge, Petitdemouge, Grosdemouge
- Grandmangin, Petitmangin, Grosmangin
- Grandmengin, Petitmengin, Grosmengin
- Grandmongin, Petitmongin, Grosmongin
- Grandmougin, Grandmouge, Granmougé, Petitmougin, Grosmougin[14]

Les noms de famille fabriqués à partir de prénoms composés de Demange ou d'un de ses hypocoristiques :
- Clémentdemange, Demangeclaude, Jeandemange, Jeanmougin, Mangeonjean[14] ,

Dans le sud de la France
Il existe aussi une quarantaine de variantes de Dominique, très parents de Demange, fréquents dans le sud de la France :
- Demongey
- Domainge, Domanchin
- Domec, Domech, Domecq
- Domenach, Domenc, Domenec, Domenech, Domenecq, Domenger, Domenjolle, Domenjou, Domenjoud
- Domerc, Domercq, Domerg, Domergue, Domerq, Dommergue
- Dominc, Domincq, Doming, Dominge, Domingeon, Dominger, Dominget[14], Domingot, Domingue, Dominjié, Dominjon, Dominjoud[17]
- Doumenc, Doumencq, Doumeng, Doumenq, Doumenges, Doumenget, Doumengeux, Doumengue, Doumenjou[18]
- Doumer, Doumerc, Doumercq, Doumeret, Doumerg, Doumergue, Doumerq
- Douming, Douminge, Doumingue

soit plus de 200 variantes de Demenge et Dominique.

## Fluctuations orthographiques des noms de familles
La coexistence des deux orthographes Demenge et Demange s'explique par le fait que jusqu'au XIXe siècle, l'orthographe des noms de famille était fluctuante à cause de l'aspect parfois peu lisible des registres paroissiaux manuscrits de baptêmes, de mariages et de décès, et des registres d'état civil, ou à cause de fautes d'orthographe involontaires des rédacteurs qui copiaient ou recopiaient les noms (le curé de la paroisse ou l'employé de l'état civil). Les archives départementales contiennent de nombreux exemples d'individus dont l'orthographe du nom ou du prénom a changé au cours de leur vie entre le registre paroissial de leur naissance et celui de leur mariage ou de leur mort. De plus, les fantaisies calligraphiques et ornementales utilisées jusqu'au XVIIe siècle, le peu de soin apporté aux actes (pas de marquage de lignes horizontales, taches, ratures) ou le manque de maîtrise de l'écriture et de l'orthographe de la part des curés, étaient tels qu'un "n" pouvait facilement être confondu avec un "u", et un "e" avec un "a". Ainsi, le prénom ancien Mougel pouvait très facilement être confondu sur les registres paroissiaux avec Mangel, deux hypocoristiques (diminutifs) du prénom Demenge, et le prénom féminin Mougeotte pouvait très facilement être confondu avec Mougeatte.
Il existe aussi dans les registres paroissiaux de nombreux exemples d'individus dont l'orthographe diffère de celle de leurs parents.

## Statistiques sur les prénoms et patronymes Demenge et Demange

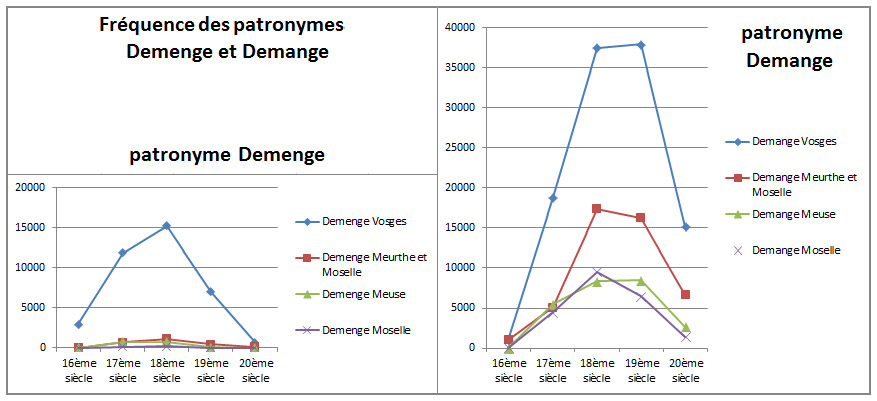
Fréquence des patronymes Demenge et Demange au cours des siècles par département lorrain.
Verticalement : le nombre d'individus Demenge et Demange en Lorraine par siècle en France, selon les statistiques de Geneanet.

Le graphique ci-dessous, établi à partir des statistiques du site de généalogie Geneanet, montre la popularité des prénoms Demenge (le plus usité) et Demange (le plus rare) à partir de 1600, avec un pic de popularité entre 1600 et 1610 et leur disparition en tant que prénoms à la fin du XVIIIe siècle,  

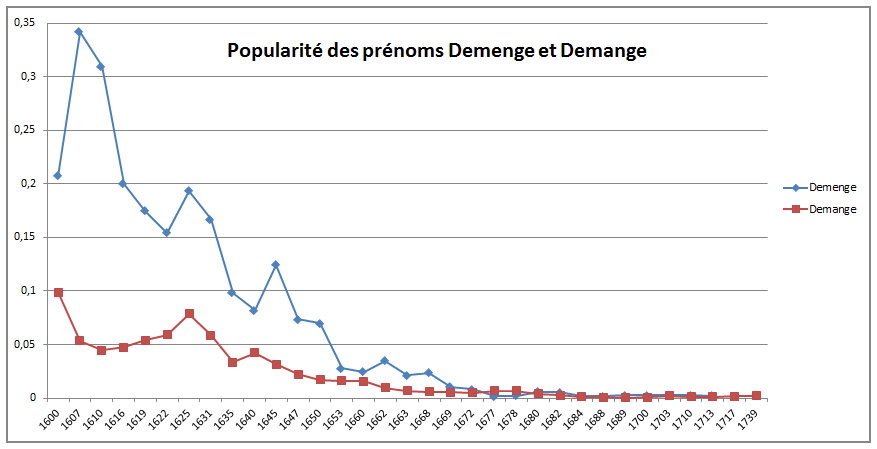
Popularité des prénoms Demenge et Demange au cours des siècles.
Verticalement : le pourcentage des prénoms Demenge et Demange par rapport à l'ensemble des prénoms donnés par siècle en France, selon les statistiques de Geneanet.

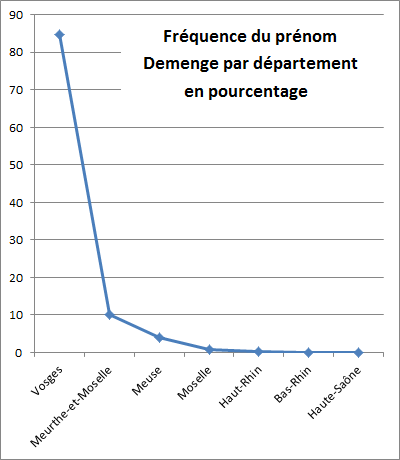
Statistiques de fréquence du prénom Demenge par département français (Lorraine, Alsace, Franche-Comté et Champagne-Ardennes)

Les graphiques ci-dessous, établis à partir des statistiques du site de généalogie Geneanet, montrent la fréquence des patronymes Demenge et Demange en Lorraine du XVIIe siècle au XXe siècle, et mettent en évidence comment le patronyme Demange a dépassé Demenge, au point d'être dix fois plus fréquent aujourd'hui. Ils mettent également en évidence que les deux patronymes sont largement supérieurs en nombre dans les Vosges par rapport aux départements lorrains voisins.
Le graphique ci-dessous, établi à partir des statistiques du site de généalogie Geneanet, montre la fréquence du prénom Demenge par département dans les provinces de l'est de la France.

## Personnalités portant les prénoms Demenge et Demange

### Notables et personnalités anoblies de Lorraine
Demenge
- Demenge Malclerc (ca 1530-ca 1587), noble de lignée par son grand-père François Malclerc de Sommerviller[22] qui avait été anobli par Antoine duc de Lorraine dit Antoine le Bon le 22 septembre 1528, seigneur lorrain de Semibarzange, obtint un jugement en sa faveur aux assises de Nancy contre les Chanoinesses de Remiremont au sujet du pressoir de Sommerviller

- Demenge Marcel, dit Demenge Garat ou Demenge Garrat, (XVIe siècle-XVIIe siècle) (fils de Demenge Marcel, dit Demenge Garat), gruier de Lunéville, anobli le 12 novembre 1596 par lettres de Charles, duc de Lorraine[23].

- Demenge Fourier, père de Pierre Fourier (prêtre catholique et religieux augustin lorrain) ;

- Demenge Croq, ou Demenge Crocx[24], orfèvre-graveur et maître des monnaies du duc de Lorraine, maître d'apprentissage de Jacques Callot, un graveur de Nancy ;

- Plusieurs personnalités appelées Demenge à Gondreville, commune de Meurthe-et-Moselle. Voir l'article de cette commune où la description des familles, tant nobles que paysannes, est tirée des archives de la ville :
  - parmi la noblesse : « La famille de la Routte : André de la Routte, gentilhomme, capitaine des gardes de monseigneur le marquis et commissaire général en l'armée, avaient plusieurs serviteurs : un receveur, un berger (1591) et une foule d'autres qualifiés nobles hommes, dont noble homme Demenge Frémy, secrétaire de son altesse. » ;
  - parmi les paysans attachés à la noblesse : « ... Demenge fils à Gorgone de la bergerie. ».

- Jean-Baptiste Brequin de Demenge (de), né français le 10 août 1712 à Acraignes, devenu Guise-sur-Moselle en 1720, et aujourd'hui appelée Frolois dans le Canton de Vézelise en Meurthe-et-Moselle, et mort le 9 janvier 1785 à Vienne, un architecte et militaire franco-autrichien. Il était parmi les conseillers de François Ier Duc de Lorraine.

Demange
- Famille Tocquart de Demange-Champ[25],[26] (1506-1788), une famille de laboureurs vosgiens de la commune de Chamontarupt (aujourd'hui Xamontarupt), qui, à partir d'une possession de terre de leur ancêtre Pierre Tocquard de Chamontarupt, acquise par acensement perpétuel du  Charles III, duc de Lorraine conclue par lettre du 20 octobre 1506, consistant en une place vague au ban de Tendon, au lieu-dit « à La Fain », dans le triangle formé par les rivières de la Moselle et de la Vologne, entre Remiremont et Épinal, précisément entre Jarménil et Tendon. D'autres lettres datées du 20 février 1532 ajoutent à cette concession primitive le domaine de Demenge-Champ, qui donnera à la famille son nom définitif Tocquard de Demenge-Champ, à la manière de la noblesse qui inclut dans son nom de famille le nom du domaine familial. Siècle après siècle pendant 10 générations, de 1506 à 1788, cette famille très unie de laboureurs achète patiemment des parcelles de terre supplémentaires de manière à agrandir son domaine, en évitant le partage et le morcellement des terres dus aux héritages, avec l'avantage offert par la Lorraine de l'époque où le droit d'ainesse n'existait pas. Ce modèle familial porte le nom de « famille-souche », selon l'appellation donnée par Frédéric Le Play, directeur de publication de La Réforme sociale. Un des membres de la famille Tocquard s'appelle Demenge Tocquard de Demenge-Champ. Le domaine, qui mesure 597 arpents en 1735, prend le nom actuel de Haut-du-Bois à la fin du XVIIe siècle. Le domaine de Demenge-Champ prend fin après 282 ans d'existence dans la même famille, avec son ultime propriétaire, Pierre François Théveney, propriétaire notamment des eaux minérales de Bussang, personnage à l'existence tourmentée : la vente du domaine de Demenge-Champ servira à payer les deux tiers de ses dettes. Après plusieurs partages successifs, le domaine est reconstitué en 1836 grâce à MM. Alfred et Auguste Puton de Remiremont.

- Demange Taillefumier (XVIe siècle-XVIIe siècle), bourgeois de Commercy dans le département de la Meuse, parent de Nicolas Taillefumier anobli par Charles Duc de Lorraine en 1597. Il s'agit d'une famille de maîtres de forges mentionnée pour la première fois en 1560 à Laneuville Saint-Joire dans la Meuse. Voici ce qu'en dit Koichi Horikoshi dans son livre consacré à l'industrie du fer en Lorraine p. 311: " En 1565, Nicolas Taillefumier paya 153 francs pour 24 arpents de bois à Houdelaincourt; il habitait à cette époque à Saint-Joire, autre village contigu à Laneuville. En 1590, son fils Demange, maître de forges demeurant aussi à Saint-Joire, acheta 150 arpents de bois dans la forêt domaniale de Ligny pour trois ans de coupe, en commun avec Pierre Vaultrin, au prix de 600 écus. Nous connaissons donc les noms des principaux sidérurgistes de la haute vallée de l'Ornain, mais pas le détail de leur exploitation à Laneuville". Page 322: "Nicolas Taillefumier...est un sidérurgiste remarquable du Barrois dans la seconde moitié du XVIe siècle.....Demange Taillefumier (1581-1597). Ce fils de Nicolas Taillefumier passa trois baux consécutifs....la production pendant les trois dernières années ne fut pas favorable. De plus Demange Taillefumier mourut vers 1597". Nicolas et Demenge Taillefumier sont à l'origine d'une longue lignée de noblesse d'extraction ayant survécu jusqu'au 20e siècle (cf. les Taillefumire comtes de Saint-Maixent, devenus propriétaires du château de Saint-Agil dans le Loir-et-Cher ) [27].

- Demange Dietrich (1549-1623), né Demange Didier, un bourgeois de Strasbourg originaire de Saint-Nicolas-de-Port, ancêtre de la famille de Dietrich, industriels alsaciens ;

- Demange le Comte (XVIe siècle-XVIIe siècle), un noble gentilhomme de la justice de Gaston de France, duc d'Orléans[28] ;

- Demange Lespée ou Demange de l'Épée (XVIe siècle-XVIIe siècle), gouverneur de la Saline de Marsal en Moselle[29], anobli le 16 novembre 1539[29] ;

- Demange Picard (XVIe siècle-XVIIe siècle), un soldat de Gondreville en Meurthe-et-Moselle, appointé en la compagnie de cavalerie du Sieur Romain, anobli par lettre de Charles Duc de Lorraine en 1595[30] ;

## Personnalités portant le patronyme Demange
- Adolphe Demange (1857-1927), peintre et portraitiste lorrain né à Mignéville en Meurthe-et-Moselle ;
- Charles Demange (1884-1909), écrivain français ;
- Edgar Demange (1841-1925), juriste français né à Versailles ;
- Emmanuel Clément-Demange (1970-), footballeur français ;
- Florian Demange (1875-1938), missionnaire catholique français ;
- Jean-Marie Demange (1943-2008), homme politique et assassin français ;
- Gabrielle Demange (née au XXe siècle, économiste française et professeure d'économie ;
- Herbert Demange (de) (1959-), ancien footballeur allemand né à Sarrelouis ;
- Ken DeMange (en) (Kenneth John Philip Petit DeMange) (1964-), footballeur irlandais né à Dublin
- Marie-Georges Demange (1860-1941), général français de la Première Guerre mondiale ;
- Paul Demange (Paul Marie Hubert Petit Demange, 1901-1983), acteur français né à Mirecourt (Vosges) ;
- Paul Demange (1906-1970), préfet français né à Sélestat (Bas-Rhin) ;
- Yann Demange (1977-), réalisateur de cinéma franco-britannique.

## Personnages de fiction
- Frenchy Demange, un personnage du film Cotton Club du réalisateur américain Francis Ford Coppola (1984) interprété par Fred Gwynne ;
- Laurent et Vincent Demange, deux frères, l'un "monsieur tout le monde" et l'autre écologiste, dans le film SMS du réalisateur français Gabriel Julien-Laferrière, sorti en 2014, respectivement interprétés par Guillaume de Tonquédec et Franck Dubosc ;
- Angélique Demange, une lieutenant de police du téléfilm français Meurtres à Carcassonne réalisé par Julien Despaux et diffusé en 2015, interprété par Rebecca Hampton.

## Toponymie
- Courdemanges est une commune française située dans le département de la Marne en région Grand Est.
- Domaine de Demange-Champ, une place vague au ban de Tendon, au lieu-dit « à La Fain », située dans le triangle formé par les rivières de la Moselle et de la Vologne, entre Remiremont et Épinal, précisément entre Jarménil et Tendon, propriété de la famille unie de laboureurs Tocquard de Demenge-Champ (voir cet item plus haut au chapitre Personnalités) qui n'a cessé de l'agrandir à partir d'un acensement perpétuel concédé par le duc de Lorraine en 1506. Le domaine perdure 282 ans et prend fin en 1788.

- Demange-aux-Eaux, est une commune française située dans le département de la Meuse et la région Lorraine.
- Demange-Baudignécourt, est une commune française située dans le département de la Meuse, en région Grand Est
- Trois communes et un lieu-dit français partagent l’étymologie latine Villa Dominica, Dominicus villa (la ville de Dominique), ou Vallis Dominica (la vallée de Dominique) :
  - Demangevelle est une commune française située dans le département de la Haute-Saône en région Franche-Comté. Au Moyen Âge, elle fut appelée successivement « Dominicus villa », « Diemencheville » et « Demoingeville » avant de trouver sa graphie actuelle. Il s'agit donc étymologiquement de « la ville de Demange ». Demangevelle a donné son nom a une grande lignée de nobles du Moyen Âge[31].
  - Villedemange, lieu-dit de Saint-Germain-près-Herment, commune du département du Puy-de-Dôme
  - Ville-Dommange (ou Ville Dommange ou Villedommange), commune du département de la Marne
  - Vaudemange, commune du département de la Marne, qui porta successivement les noms de Vallis Dominica, Val-Dommange, Valdemenge, Vaul-Domainge, Val-Domange, Vaudomenge, Valdoumenge, Vaudemengue, suivant ainsi les mêmes variantes que le patronyme Demange.

Six de ces toponymes sur sept sont situés en Lorraine.